# Szarkojcie
Szarkojcie (lit. Šarkaičiai) − wieś na Litwie, w okręgu wileńskim, w rejonie solecznickim, w gminie Dziewieniszki, 6 km na południowy wschód od Dziewieniszek, zamieszkana przez 53 ludzi.

## Historia
W czasach zaborów wieś włościańska w okręgu wiejskim Girdziuny, w gminie Dziewieniszki, w powiecie oszmiańskim, w guberni wileńskiej Imperium Rosyjskiego. W 1866  liczyła 160 mieszkańców w 10 domach, należała do dóbr Kazimierzowo, własność Umiastowskich. W 1905 roku wieś liczyła 68 mieszkańców.
W latach 1921–1945 wieś leżała w Polsce, w województwie wileńskim, w powiecie oszmiańskim, w gminie Dziewieniszki.
W 1931 w 26 domach zamieszkiwało 127 osób.
Wierni należeli do parafii rzymskokatolickiej w Dziewieniszkach. Miejscowość podlegała pod Sąd Grodzki w Holszanach i Okręgowy w Wilnie; właściwy urząd pocztowy mieścił się w Dziewieniszkach.